# Llista de comtats de Washington

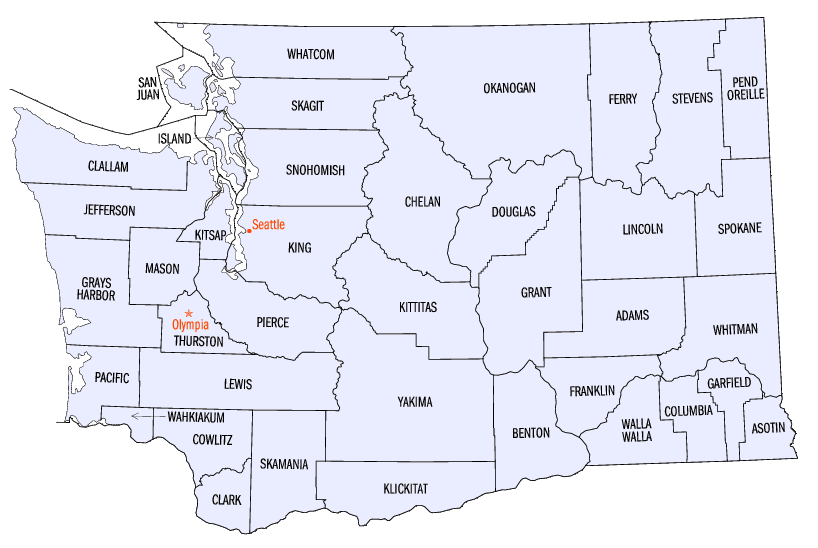
Mapa dels comtats de l'estat de Washington.

L'estat nord-americà de Washington s'organitza en 39 comtats que són subdivisions del govern estatal.
El comtat de King, on es troba la ciutat més gran de l'estat, Seattle, concentra gairebé el 30% de la població de Washington (2.340.211 habitants d'un total de 7.958.180 habitants que tenia l'estat el 2024) i també té la densitat de població més alta, amb més de 400 persones per km². Mentre que el comtat de Garfield és el menys poblat amb 2.404 habitants. En quant a superfície, el comtat d'Okanogan és el més extens, amb més de 13.000 km², i el comtat de San Juan és el més petit amb 451 km². Es dona la situació que dos comtats, el de San Juan i el d'Island estan formats només per illes.
Disset comtats tenen noms derivats dels nadius americans, incloent-hi nou noms de tribus les terres de les quals els colons ocuparien. Disset més van rebre el nom de personatges polítics, només cinc de les quals havien viscut a la regió. I cinc més porten el nom de llocs geogràfics.
L'abreviació postal de Washington és WA i el seu codi FIPS d'estat és el 53.

## Govern
Els comtats ofereixen una àmplia gamma de serveis, com ara el funcionament dels tribunals, parcs i recreació, biblioteques, cultura, serveis socials, eleccions, recollida de residus, carreteres i transport, zonificació i permisos, així com impostos. L'abast d'aquests serveis varia, i alguns són administrats directament pels municipis. Els comtats no se subdivideixen en divisions civils menors com els municipis; el govern local subcomtal només està format per ciutats i pobles incorporats, així com per 29 reserves índies, mentre que les zones no incorporades només estan governades pel comtat. Hi ha 242 divisions censals del comtat només amb finalitats estadístiques.
La forma de govern per defecte del comtat és la comissió sense carta, amb tres a cinc comissionats electes que exerceixen com a legislatura i executiva. Set comtats han adoptat cartes que preveuen un govern autònom diferent de la llei estatal: King, Clallam, Whatcom, Snohomish, Pierce, San Juan i Clark. D'aquests, King, Whatcom, Snohomish i Pierce, quatre comtats importants estret de Puget, elegeixen un executiu del comtat. Els consells dels altres tres comtats amb carta nomenen un gerent per administrar el govern. Els votants també poden elegir un secretari, tresorer, xèrif, assessor, forense, auditor (o registrador) i fiscal. Les eleccions no són partidistes als comtats sense carta, però els comtats amb carta poden optar per fer que alguns càrrecs siguin partidistes, tot i que totes les eleccions són per les dues primàries més altes.

## Història
El Govern Provisional d'Oregon va establir els comtats de Vancouver i Lewis el 1845 al territori no organitzat del País d'Oregon, que s'estenia per tot el territori al nord dels 42° N i al sud dels 54° 40′ N, i a l'oest de les Rocalloses fins a l'oceà Pacífic. Després que la regió s'organitzés dins del País d'Oregon amb l'actual frontera nord als 49° N, el comtat de Vancouver va passar a anomenar-se Clark, i es varen crear sis comtats més a partir del comtat de Lewis abans de l'organització del Territori de Washington el 1853. Se'n van formar 28 durant el període territorial de Washington, dos dels quals només van existir breument. Els últims cinc comtats es van establir en els 22 anys posteriors a l'admissió de Washington a la Unió com a 42è estat, el 1889.
L'article XI de la Constitució de l'estat de Washington tracta l'organització dels comtats. Els nous comtats han de tenir una població d'almenys 2.000 habitants i cap comtat no es pot reduir a una població inferior a 4.000 a causa d'una partició per crear un nou comtat. Per alterar l'àrea d'un comtat, la constitució estatal requereix una petició de la "majoria dels votants" d'aquesta àrea. Diverses propostes de partició de comtats a la dècada de 1990 ho van interpretar com una majoria de persones que van votar, fins que una sentència del Tribunal Suprem de Washington de 1998 va aclarir que necessitarien una majoria de votants registrats. No s'han fet canvis als comtats des de la formació del comtat de Pend Oreille el 1911, excepte quan la petita àrea de Cliffdell es va traslladar de Kittitas al comtat de Yakima el 1970.

## Comtats actuals
| Nom del comtat | Seu del comtat | Data de creació | Origen                                        | Etimologia del nom | Població (2024) | Superfície | Mapa                   |
| -------------- | -------------- | --------------- | --------------------------------------------- | --- | --------------- | ---------- | ---------------------- |
| Adams          | Ritzville      | 1883            | A partir del comtat de Whitman.               | Per John Adams, segon president dels Estats Units.                                                                                                   | 21.039          | 4.986 km²  | Comtat d'Adams         |
| Asotin         | Asotin         | 1883            | A partir del comtat de Garfield.              | Pel nom en nez percé de l'Eel Creek. | 22.523          | 1.647 km²  | Comtat d'Asotin        |
| Benton         | Prosser        | 1905            | A partir dels comtats de Klickitat i Yakima.  | Per Thomas Hart Benton, senador estatunidenc per l'estat de Missouri i un gran partidari de l'expansió cap a l'oest.                                 | 218.190         | 4.403 km²  | Comtat de Benton       |
| Chelan         | Wenatchee      | 1899            | A partir dels comtats de Kittitas i Okanogan. | Per una paraula nativa americana que significa "aigua profunda", referint-se al llac Chelan.                                                         | 81.228          | 7.563 km²  | Comtat de Chelan       |
| Clallam        | Port Angeles   | 1854            | A partir del comtat de Jefferson.             | Per una paraula klallam que significa "gent valenta" o "la gent forta".                                                                              | 77.958          | 4.501 km²  | Comtat de Clallam      |
| Clark          | Vancouver      | 1845            | Comtat original.                              | Per William Clark, cocapità de l'Expedició de Lewis i Clark que arribà a la Costa del Pacífic.                                                       | 527.269         | 1.629 km²  | Comtat de Clark        |
| Columbia       | Dayton         | 1875            | A partir del comtat de Walla Walla.           | Pel riu Colúmbia. | 4.025           | 2.251 km²  | Comtat de Columbia     |
| Cowlitz        | Kelso          | 1854            | A partir del comtat de Lewis.                 | Pel poble cowlitz. | 113.982         | 2.950 km²  | Comtat de Cowlitz      |
| Douglas        | Waterville     | 1883            | A partir del comtat de Lincoln.               | Per Stephen A. Douglas, senador per l'estat d'Illinois.                                                                                              | 45.795          | 4.711 km²  | Comtat de Douglas      |
| Ferry          | Republic       | 1899            | A partir del comtat de Stevens.               | Per Elisha P. Ferry, primer governador de l'estat de Washington.                                                                                     | 7.543           | 5.708 km²  | Comtat de Ferry        |
| Franklin       | Pasco          | 1883            | A partir del comtat de Whitman.               | Per Benjamin Franklin, un dels pares fundadors dels Estats Units.                                                                                    | 101.238         | 3.217 km²  | Comtat de Franklin     |
| Garfield       | Pomeroy        | 1881            | A partir del comtat de Columbia.              | Per James A. Garfield, vintè president dels Estats Units.                                                                                            | 2.404           | 1.839 km²  | Comtat de Garfield     |
| Grant          | Ephrata        | 1909            | A partir del comtat de Douglas.               | Per Ulysses S. Grant, divuitè president dels Estats Units.                                                                                           | 104.717         | 6.941 km²  | Comtat de Grant        |
| Grays Harbor   | Montesano      | 1854            | A partir del comtat de Thurston.              | Per Grays Harbor, l'estuari del riu Colúmbia, i que rep el nom per Robert Gray, capità mercant.                                                      | 77.893          | 4.926 km²  | Comtat de Grays Harbor |
| Island         | Coupeville     | 1852            | A partir del comtat de Thurston.              | Perquè consta únicament d'illes, incloent-hi les illes Whidbey i Camano.                                                                             | 86.478          | 541 km²    | Comtat d'Island        |
| Jefferson      | Port Townsend  | 1852            | A partir del comtat de Thurston.              | Per Thomas Jefferson, tercer president dels Estats Units.                                                                                            | 33.944          | 4.672 km²  | Comtat de Jefferson    |
| King           | Seattle        | 1852            | A partir del comtat de Thurston.              | Per William R. King, tretzè vicepresident dels Estats Units. I rebatejat oficialment el 2005 en honor al líder dels drets civils Martin Luther King. | 2.340.211       | 5.478 km²  | Comtat de King         |
| Kitsap         | Port Orchard   | 1857            | A partir dels comtats de Jefferson i King.    | Pel cap Kitsap, líder de la tribu suquamish. | 281.420         | 1.023 km²  | Comtat de Kitsap       |
| Kittitas       | Ellensburg     | 1883            | A partir del comtat de Yakima.                | Per una paraula yakama de significat incert, amb traduccions populars que van des de "guix blanc" fins a "terra de l'abundància".                    | 48.172          | 5.949 km²  | Comtat de Kittitas     |
| Klickitat      | Goldendale     | 1859            | A partir del comtat de Walla Walla.           | Pel poble klickitat. | 48.172          | 5.949 km²  | Comtat de Klickitat    |
| Lewis          | Chehalis       | 1845            | A partir del comtat de Clark.                 | Per Meriwether Lewis, cocapità de l'Expedició de Lewis i Clark que arribà a la Costa del Pacífic.                                                    | 87.049          | 6.224 km²  | Comtat de Lewis        |
| Lincoln        | Davenport      | 1883            | A partir del comtat de Whitman.               | Per Abraham Lincoln, setzè president dels Estats Units.                                                                                              | 11.862          | 5.985 km²  | Comtat de Lincoln      |
| Mason          | Shelton        | 1854            | A partir del comtat de King.                  | Per Charles H. Mason, primer secretari d'Estat del Territori de Washington.                                                                          | 69.632          | 2.484 km²  | Comtat de Mason        |
| Okanogan       | Okanogan       | 1888            | A partir del comtat de Stevens.               | Per una paraula salish que significa "trobada". | 44.942          | 13.644 km² | Comtat d'Okanogan      |
| Pacific        | South Bend     | 1851            | A partir del comtat de Lewis.                 | Per l'oceà Pacífic. | 24.245          | 2.416 km²  | Comtat de Pacific      |
| Pend Oreille   | Newport        | 1911            | A partir del comtat de Stevens.               | Per la tribu dels Pend d'Oreille, anomenada així pels comerciants francesos per les seves "orelles tallades".                                        | 14.332          | 3.626 km²  | Comtat de Pend Oreille |
| Pierce         | Tacoma         | 1852            | A partir del comtat de Thurston.              | Per Franklin Pierce, catorzè president dels Estats Units.                                                                                            | 941.170         | 4.325 km²  | Comtat de Pierce       |
| San Juan       | Friday Harbor  | 1873            | A partir del comtat de Whatcom.               | Per les illes San Juan, i aquestes per Juan Vicente de Güemes, virrei i president de la Junta Superior de la Reial Hisenda de Nova Espanya.          | 18.668          | 451 km²    | Comtat de San Juan     |
| Skagit         | Mount Vernon   | 1883            | A partir del comtat de Whatcom.               | Per la tribu Skagit. | 132.736         | 4.483 km²  | Comtat de Skagit       |
| Skamania       | Stevenson      | 1854            | A partir del comtat de Clark.                 | Per una paraula chinook que significa "aigua ràpida".                                                                                                | 12.660          | 4.289 km²  | Comtat de Skamania     |
| Snohomish      | Everett        | 1861            | A partir dels comtat d'Island i King.         | Pel poble snohomish. | 864.113         | 5.405 km²  | Comtat de Snohomish    |
| Spokane        | Spokane        | 1879            | A partir del comtat de Stevens.               | Pel poble spokane. | 555.947         | 4.569 km²  | Comtat de Spokane      |
| Stevens        | Colville       | 1863            | A partir del comtat de Walla Walla.           | Per Isaac Stevens, primer governador del Territori de Washington.                                                                                    | 49.015          | 6.418 km²  | Comtat de Stevens      |
| Thurston       | Olympia        | 1852            | A partir del comtat de Lewis.                 | Per Samuel Thurston, el primer delegat del Territori d'Oregon al Congrés dels Estats Units.                                                          | 302.912         | 1.870 km²  | Comtat de Thurston     |
| Wahkiakum      | Cathlamet      | 1854            | A partir del comtat de Cowlitz.               | Per Wakaiakam, cap del poble kathlamet. | 4.800           | 684 km²    | Comtat de Wahkiakum    |
| Walla Walla    | Walla Walla    | 1854            | A partir del comtat de Skamania.              | Pel poble Walla walla. | 62.068          | 3.289 km²  | Comtat de Walla Walla  |
| Whatcom        | Bellingham     | 1854            | A partir del comtat d'Island.                 | Per Whatcom, cap de la tribu Nooksack i anomenat així per una paraula nooksack que significa "aigua sorollosa".                                      | 234.954         | 5.457 km²  | Comtat de Whatcom      |
| Whitman        | Colfax         | 1871            | A partir del comtat de Stevens.               | Per Marcus Whitman, missioner estatunidenc, impulsor de la colonització a Oregon.                                                                    | 48.399          | 5.592 km²  | Comtat de Whitman      |
| Yakima         | Yakima         | 1865            | A partir de l'antic comtat de Ferguson.       | Per la tribu yakama. | 258.523         | 11.127 km² | Comtat de Yakima       |

## Comtats proposats
Es van proposar diversos comtats abans o durant l'existència del Territori de Washington i se'n van proposar nou durant els primers setze anys de l'estat de Washington. En total hi hagut disset propostes de nous comtats però no se'n va establir cap:
- Comtat de Big Bend, proposat el 1891.[43]
- Buchanan County, proposat el 1856 com a divisió del comtat de Clark.[[44]
- Comtat de Cascade:
  - El 1880, a partir de la part oriental dels comtats de Whatcom, Skagit i Snohomish, amb Sauk City com a seu del comtat,[45]
  - El 1964, a partir de la part oriental dels comtats de King i Snohomish.
  - A la dècada del 1970, de les zones rurals de la part oriental dels comtats de King i Pierce,[46] i
  - El 2016, de les parts rurals del nord-oest del comtat de Kittitas.
- Comtat de Cedar: a partir de la part oriental del comtat de King.[46] Una petició en suport del comtat va recollir 23.765 signatures, però el Tribunal Suprem de Washington va dictaminar per unanimitat el 1998 que el govern estatal no estava obligat a actuar sobre la petició i que el nombre de signatures era insuficient segons la Constitució de l'estat de Washington.[14] Va dir que es necessiten les signatures de la meitat dels votants registrats de la zona afectada per proposar un nou comtat, arxivant molts moviments de secessió del comtat a l'estat. Abans de la sentència, els moviments de secessió del comtat de Washington havien interpretat la llei per exigir signatures només de la meitat dels que van votar a les eleccions més recents.[47]
- Comtat de Coulee, proposat el 1905.[43]
- Comtat de Freedom: a partir de la part nord del comtat de Snohomish.[46] Al·legant frustració pel que creien que era un govern corrupte del comtat de Snohomish, el 23 d'abril de 1995, els aspirants a comissionats del comtat de Freedom van presentar al secretari d'Estat de Washington una petició amb 12.679 signatures demanant la secessió de la meitat nord del comtat de Snohomish, excloent Marysville i la reserva índia dels Tulalip.[48] La decisió de 1998 contra el comtat de Cedar proposat també es va descriure com un "revés important" per a aquesta proposta.[14]
- Comtat d'Independence: a partir de la part oriental del comtat de Whatcom. Tant els moviments Pioneer com Independence citen serveis deficients i regulacions de propietat opressives, a més del favoritisme cap a Bellingham com a raons de les seves propostes. Aquesta afirmació es va veure reforçada per estudis sobre tres de les propostes de creació de comtats de Washington (inclòs Independence) realitzats pel professor de la Universitat de Washington Richard Zerbe, però refutats per l'assessor del comtat de Whatcom, Keith Wilnauer. Es rumorejava que ambdues tenien el suport dels promotors immobiliaris.[49] La proposta va tenir més impuls a les eleccions del comtat de 1993, quan els interessos secessionistes van obtenir la majoria dels vots al Consell del Comtat.[50] El 1994, el moviment del comtat d'Independence tenia la seu a Deming, organitzat per Doug Howard, predicador, propietari de terres minoristes i prestador hipotecari. El moviment Independence tenia vincles amb el Wise Use Movement, un grup d'interès antiambientalista. El moviment Independence també tenia vincles amb altres moviments de secessió de comtats a Washington, incloses les propostes dels comtats de Freedom, Pioneer i Skykomish. Entre 1993 i 1994 es van circular peticions per proposar la creació del comtat d'Independence per la zona proposada. Molts signataris creien que estaven signant una iniciativa per ser inclosa en una propera votació, però només era una petició a la legislatura. Després que la Comissió de Divulgació Pública de l'Estat de Washington aconseguís una audiència de divulgació sobre les accions de pressió i les finances del moviment organitzat del comtat de Cedar, el moviment organitzat del comtat d'Independence (així com els d'altres moviments de secessió) va tancar el 1994.
- Comtat de McKinley, proposat el 1903.[43]
- Comtat d'Olympic: a partir de la part occidental del comtat de Clallam i del de Jefferson.[46]
- Comtat de Palouse, proposat el 1891 i el 1903.[43]
- Comtat de Pioneer: a partir de la part nord del comtat de Whatcom.[46]
- Comtat de Puget Sound: proposat el 1996 a partir de la part sud del comtt de King.[46]
- Comtat de Skykomish: a partir de la part sud-est del comtat de Snohomish i del nord-est del de King.[46]
- Comtat de Steptoe, proposat el 1903.[43]
- Comtat de Washington, proposat el 1891.[43]
- Comtat de Wenatchee, proposat el 1893.[43]
- Comtat de Whitehorse: proposat el 1970 a partir de la part nord del comtat de Snohomish.[46]

## Antics comtats
Durant el període del Territori de Washington, aquest es va separar d'un comtat d'Oregon, tres comtats es van desestablir i tres es van dividir en territoris separats:
- El comtat de Clackamas, a Oregon, es va establir el 1844 i incloïa la terra al sud i a l'est del riu Columbia fins que es va formar el territori de Washington el 1853, quan la zona ja no estava organitzada com a comtat.[51]
- El comtat de Spokane es va establir al Territori de Washington el 1858 fins que es va fusionar amb el comtat de Stevens el 1864. Es va restablir el 1879.[10]
- El comtat de Missoula es va establir al territori de Washington el 1860 fins que es va separar del territori d'Idaho el 1863.[10]
- El comtat de Shoshone, el comtat d'Idaho i el comtat de Nez Perce es van establir al Territori de Washington el 1861, i el comtat de Boise el 1863, fins que es van separar del territori d'Idaho el març de 1863, deixant les fronteres actuals de Washington.[10]
- El comtat de Ferguson, es va establir el 23 de gener de 1863 a partir del comtat de Walla Walla i es va dissoldre el 18 de gener de 1865. El comtat de Yakima es va establir en el seu lloc.[52][46]
- El comtat de Quillehuyte es va separar dels comtats de Jefferson i Clallam el 1868 i va tornar a aquests comtats un any més tard.[14]

## Canvis de nom
Quatre comtats van canviar el seu nom entre 1849 i 1925:
- El comtat de Chehalis, originalment anomenat així pel poble Chehalis, va ser rebatejat com a comtat de Grays Harbor el 1915.[53]
- El comtat de Sawamish, originalment anomenat així per la tribu nativa americana Sahewamish, va ser rebatejat com a comtat de Mason el 1864.[54]
- El comtat de Slaughter, originalment anomenat així pel tinent William A. Slaughter, que va morir durant les Guerres índies, va ser rebatejat com a comtat de Kitsap poc després de la seva formació el 1857.[55] Les propostes inicials per a aquest comtat l'anomenaven comtat de Madison o comtat de Kitsap.[56]
- El comtat de Vancouver, originalment anomenat així per George Vancouver, va ser rebatejat com a comtat de Clarke el 1849[57] i corregit a Clark el 1925.[58]